# How Big, How Blue, How Beautiful
How Big, How Blue, How Beautiful è il terzo album in studio del gruppo musicale britannico Florence and the Machine, pubblicato il 29 maggio 2015 dalla Island Records.
Il disco, realizzato in un arco temporale di circa un anno, è stato accolto molto positivamente dalla critica specializzata, che ne ha lodato soprattutto la coesione, la produzione e l'interpretazione vocale della frontwoman Florence Welch. Esso è stato inserito dalla rivista Rolling Stone al terzo posto della classifica riguardante i venti migliori album pop del 2015 ed ha ricevuto due candidature nell'ambito dei prestigiosi Grammy Awards  l'anno successivo.

## Antefatti
Nel 2011, i Florence and the Machine hanno pubblicato il loro secondo album discografico, Ceremonials, che non solo raggiunge la prima posizione nella Official Albums Chart britannica, ma fu anche il loro primo album a collocarsi entro i primi dieci posti all'interno della Billboard 200 statunitense, piazzandosi alla sesta posizione. L'album ha incluso la canzone Spectrum (Say My Name), che è stata poi remixata dal musicista scozzese Calvin Harris ed è diventata il primo singolo del gruppo ad aver raggiunto la posizione numero 1 nella UK Singles Chart del luglio 2012. Nell'agosto 2012, la frontwoman del gruppo Florence Welch ha rivelato al sito Style.com che avrebbe voluto prendersi una pausa di circa un anno dalla musica, spiegando: «La casa discografica non mi ha messo fretta per il prossimo anno, hanno detto che posso prendermi tutto il tempo che voglio». Durante la sua pausa, la cantante è apparsa nell'album 18 Months di Calvin Harris, cantando la canzone Sweet Nothing che ha poi raggiunto la cima delle classifiche inglesi.
In un'intervista con Zane Lowe avvenuta il 16 febbraio 2015, Florence Welch ha affermato di aver avuto una piccola crisi di nervi durante l'anno di pausa, il quale è stato un periodo piuttosto caotico della sua vita. La lunga interruzione infatti è stata per la cantante una novità, in quanto fino ad allora era stata costantemente al lavoro durante la produzione degli album precedenti. Le sessioni di registrazione del nuovo progetto della band sono dunque state condotte durante un periodo molto vulnerabile della vita di Welch, rendendo l'album il suo lavoro più personale finora.
Florence ha iniziato a comporre il materiale per How Big, How Blue, How Beautiful subito dopo la fine del tour promozionale di Ceremonials, nel 2014. In un comunicato stampa tenuto dalla band, è stato affermato che il nuovo album avrebbe affrontato temi innovativi, come la voglia di cercare di imparare a vivere e l'amore verso il mondo. Il produttore Markus Dravs ha aiutato molto la Welch nell'esplorare la sua versatilità lirica. In un'intervista per la rivista NME, avvenuta nel giugno 2014, Welch ha elogiato le capacità di gestione di Dravs degli arrangiamenti strumentali, che hanno arrecato grande soddisfazione nella cantante.

## Promozione
Il 10 febbraio 2015, i Florence and the Machine hanno pubblicato un video musicale riguardante l'eponimo brano del progetto, per l'appunto How Big, How Blue, How Beautiful. Il video, nel quale viene mostrata Florence Welch mentre balla con un suo sosia, è stato diretto da Tabitha Denholm e Vincent Haycock ed è stato utilizzato per pubblicizzare il disco. Due giorni dopo, è stato invece pubblicato il primo singolo ufficiale estratto dall'album, ovvero What Kind of Man, trasmesso per la prima volta durante la trasmissione di Zane Lowe su BBC Radio 1 ed accompagnato dal relativo videoclip musicale. Il successivo 23 marzo è stato distribuito il video di una nuova traccia, St. Jude, la cui scenografia rappresenta una prosecuzione rispetto al predecessore What Kind of Man. Ship to Wreck, il secondo singolo ufficiale, è stato reso disponibile per il download digitale a partire dall'8 aprile.
Ancor prima della pubblicazione effettiva dell'album, i Florence and the Machine hanno intrapreso una fitta promozione di alcune nuove canzoni attraverso esibizioni eseguite dal vivo. Il 28 aprile e il 9 maggio la band si è esibita con i brani What Kind of Man e Ship to Wreck ai noti talk show Later... with Jools Holland e Saturday Night Live. Ship to Wreck è stato poi eseguito al The Tonight Show Starring Jimmy Fallon il 2 giugno successivo.

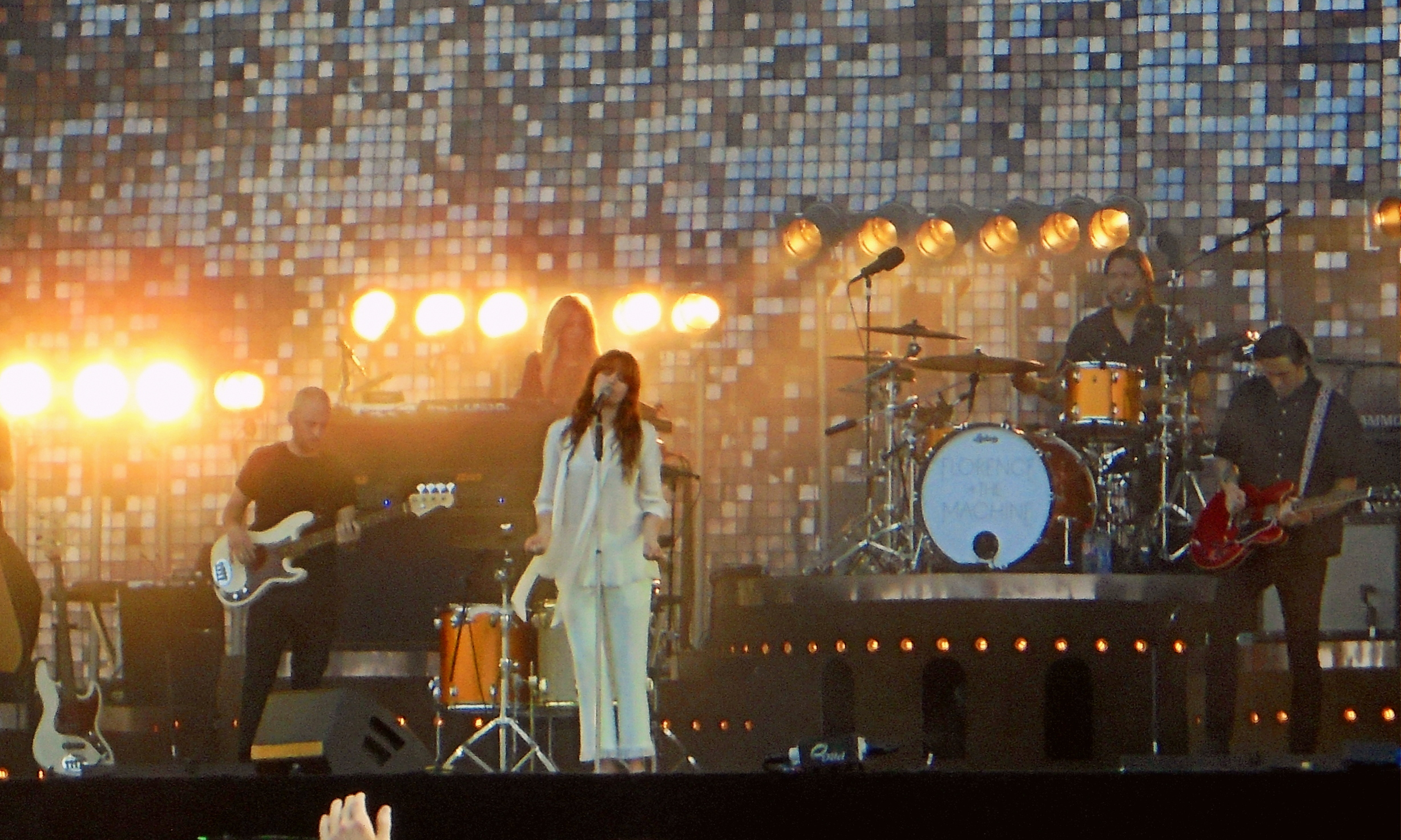
I Florence and the Machine mentre si esibiscono al Rock Werchter nel 2015

Nell'estate 2015, il gruppo ha invece preso parte a diversi festival musicali, tra cui il Way Out West in Svezia, il Glastonbury Festival situato nella città omonima, il Super Bock Super Rock in Portogallo e il Rock Werchter in Belgio. Dal 9 settembre dello stesso anno, è partito inoltre il loro terzo tour mondiale, con concerti in tutti i continenti del pianeta eccetto l'Africa e protrattosi fino all'anno seguente.
Gli ultimi due singoli estratti, Queen of Peace e Delilah, sono stati mandati alle stazioni radiofoniche britanniche rispettivamente il 21 agosto e il 20 novembre 2015. Per Delilah è stata inoltre realizzata un'edizione in vinile esclusivamente per il Record Store Day 2016, contenente oltre al brano anche una cover di Only Love Can Break Your Heart di Neil Young.
Il 25 aprile 2016, i Florence and the Machine pubblicano The Odyssey, un cortometraggio dalla durata di 47 minuti comprendente tutti i videoclip musicali precedentemente distribuiti. Esso si compone di nove capitoli: What Kind of Man, How Big, How Blue, How Beautiful, St. Jude, Ship to Wreck, Queen of Peace, Mother, Delilah e Third Eye. Il direttore dei video, Vincent Haycock, ha spiegato che The Odyssey segue un «viaggio personale compiuto da Florence Welch volto a ricercare una nuova se stessa dopo la tempesta emotiva del suo cuore spezzato. Come gli strati del Purgatorio dantesco, ogni canzone o capitolo rappresenta una battaglia che Florence ha dovuto sostenere e il paesaggio fisico rappresentato ha costituito ogni storia».

## Accoglienza
How Big, How Blue, How Beautiful ha ricevuto recensioni generalmente positive da parte della critica specializzata. Su Metacritic, che assegna punteggi in centesimi tramite le recensioni di critici influenti, l'album ha totalizzato 77 punti con 31 opinioni positive, punteggio che segnala «recensioni generalmente favorevoli». Kyle Anderson da Entertainment Weekly ha notato che il disco del gruppo «è il più crudo e smontato fino ad oggi», aggiungendo che «Florence Welch può aver creato un sound più sottile, ma la sua profondità emotiva e la capacità di meravigliare rimangono gigantesche.» Consequence of Sound loda invece «il nuovo livello di eloquenza raggiunto per quanto riguarda la scrittura, facendo di Welch un'artista più completa che mai»; sempre sulla figura della frontwoman, ha anche dichiarato che «è evidente che lei è tra le superstar più meritevoli della sua generazione, per via del mantenimento di uno straordinario equilibrio di padronanza tecnica e lirismo sensibile». Leonie Cooper, per NME, ha recensito: «dalla scrittura maestosa e l'artigianalità lirica, il disco costituisce un ritorno contenuto ma gioioso». Carl Wilson della rivista Billboard ha invece commentato che «l'operato mostra un diverso tipo di padronanza, consentendo a sua volta un nuovo tipo di vulnerabilità, un esercizio di equilibrio particolarmente delicato per una giovane donna della musica pop».
Helen Brown di The Daily Telegraph ha elogiato l'album definendolo «fragoroso» e ha dichiarato che Welch «ha trasformato la sua agitazione in un progetto potente, l'aggiunta di una nuova profondità spirituale e la consapevolezza matura del brivido dato da emozioni selvatiche è sempre stata in grado di pompare senza paura dal suo potente cuore e i suoi polmoni.» Anche Pitchfork ha espresso la propria opinione in merito, descrivendo l'album come «un enorme e robusto lavoro costruito per le arene [...] ed è riccamente e attentamente progettato per supportare la vasta esposizione angosciosa di Welch.» Will Hermes di Rolling Stone ha rilevato che «la Welch non è una cantante molto ritmica, lei è incline più verso potenti note raggiunte e una strutturazione drammatica; le sue mosse rock sono state talvolta percepite come pignole in passato. Ma qui, lei colpisce come un pugile.» Tuttavia, non sono mancate recensioni non particolarmente entusiaste. Per esempio, Andrew Unterberger di Spin seppur abbia soprannominato l'album «un coerente ascolto, sia in termini di produzione costante e temi lirici [...]», esso «non è un grande album, e questo perché la produzione e la dinamica sono troppo compressi per la sua densa consistenza religiosa. Il disco è praticamente incapace di far mantenere l'attenzione per intero.»
Svariate riviste musicali hanno invece incluso How Big, How Blue, How Beautiful fra i migliori album dell'anno, come il britannico The Huffington Post al sesto posto e Paste al ventinovesimo. Inoltre, è stato fra i progetti in lizza per il prestigioso ed annuale Mercury Prize nel 2015 ed ha ricevuto ben cinque candidature ai Premi Grammy dell'anno successivo.

## Tracce
1. Ship to Wreck – 3:54 (Florence Welch, Kid Harpoon)
2. What Kind of Man – 3:36 (Florence Welch, Kid Harpoon, John Hill)
3. How Big, How Blue, How Beautiful – 5:34 (Florence Welch, Isabella Summers)
4. Queen of Peace – 5:07 (Florence Welch, Markus Dravs)
5. Various Storms & Saints – 4:09 (Florence Welch, Markus Dravs)
6. Delilah – 4:53 (Florence Welch, Isabella Summers)
7. Long & Lost – 3:15 (Florence Welch, Ester Dean)
8. Caught – 4:24 (Florence Welch, James Ford)
9. Third Eye – 4:20 (Florence Welch)
10. St Jude – 3:45 (Florence Welch, James Ford)
11. Mother – 5:49 (Florence Welch, Paul Epworth)

Tracce bonus nell'edizione vinile
1. As Far as I Could Get – 4:06 (Florence Welch, James Ford)

Tracce bonus nell'edizione deluxe
1. Hiding – 3:52 (Florence Welch, Kid Harpoon)
2. Make Up Your Mind – 4:01 (Florence Welch, Isabella Summers)
3. Which Witch (Demo) – 4:19 (Florence Welch)
4. Third Eye (Demo) – 4:15 (Florence Welch, Isabella Summers)
5. How Big, How Blue, How Beautiful (Demo) – 4:32 (Florence Welch)

Tracce bonus su Target
1. Pure Feeling – 4:08 (Florence Welch, James Ford)
2. Conductor – 4:52 (Florence Welch, Dan Wilson)

## Formazione
Florence and the Machine
- Florence Welch – voce; cori (tracce 1-10, 12, 13); battimani (traccia 14); pianoforte, percussioni (traccia 15)
- Isabella Summers – Fender Rhodes (tracce 3, 16); archi, celesta (traccia 14); basso, batteria, tastiera, programmazione, sintetizzatore (tracce 14, 16)
- Robert Ackroyd – chitarra elettrica (tracce 1, 2, 4, 7-9); chitarra acustica (tracce 3, 13); ukulele (traccia 9)
- Christopher Lloyd Hayden – tamburi (tracce 1-3, 6-9, 13); percussioni (tracce 1, 2, 6, 8, 13)
- Tom Monger – arpa (traccia 13)
- Mark Saunders – basso (tracce 2-4, 6-9)
- Rusty Bradshaw – pianoforte (traccia 4)

Altri musicisti
- Leo Abrahams – chitarra acustica (traccia 1); chitarra elettrica (tracce 2, 4-6, 9)
- Max Baillie – viola (tracce 3, 5)
- John Barclay – tromba (tracce 2-4, 9); trombino (traccia 3)
- Nick Barr – viola (traccia 4)
- Ian Belton – violino (tracce 3, 5)
- Paul Epworth – basso, tamguri, chitarra, organo, percussioni, sintetizzatore (traccia 11)
- James Hallawell – organo Hammond (tracce 1, 4); Farfisa, organi, pianoforte (traccia 7)
- Eliza Marshall – flauto, flauto contralto (tracce 3,4)
- Janelle Martin, Nim Miller, Baby N'Sola – cori (tracce 1-4, 9)
- Markus Dravs – glockenspiel (traccia 1); percussioni, sintetizzatore (traccia 2); programmazione (tracce 7, 10); body percussioni, chitarra elettrica (traccia 9);
- Daniel Newell – flicorno soprano, trombino, tromba (traccia 4)
- Pete Prokopiw – arpa, cimbalom (traccia 3); programmazione (tracce 6, 7, 10)
- Ed Tarrant – eufonio (tracce 2-4, 9)
- Rebecca Wood – corno inglese, oboe (traccia 1)
- Andy Wood – eufonio (tracce 2-4, 9); trombone (traccia 4)
- Orlando Leopard – arrangiamento aggiuntivo, basso, armonium, organo, pianoforte (traccia 13)
- Oren Marshall – tuba (tracce 2-4, 9)

Produzione
- Markus Dravs – produzione (tracce 1-10)
- Paul Epworth – produzione (traccia 10)
- James Ford – produzione (traccia 12)
- Isabella Summers – produzione (tracce 14, 16)
- Robin Baynton – ingegneria del suono (tracce 1-7, 9, 10); registrazione (tracce 4, 10)
- John Hill – coproduzione (traccia 2)
- Mark Stant – missaggio (tracce 1, 2, 9, 12)
- Iain Berryman – assistenza all'ingegneria del suono (tracce 1, 3-10); ingegneria del suono aggiuntiva (traccia 2);
- Geoff Swan – assistenza al missaggio (tracce 1, 2, 9, 12)
- Charlie Hugall – produzione, ingegneria del suono (traccia 13) missaggio (tracce 13, 14)
- Kid Harpoon – produzione (traccia 1); coproduzione (traccia 13)
- Craig Silvey – missaggio (tracce 3-8, 10, 11)
- Ronan Phelan – assistenza alla registrazione (tracce 2–5, 9)
- Eduardo de la Paz – assistenza al missaggio (tracce 3-8, 10, 11)
- Alex Beitzke – ingegneria del suono (tracce 14, 16)
- Ted Jensen – mastering
- Jonathan Sagis – assistenza all'ingegneria del suono (tracce 1-10)
- Brett Shaw – ingegneria del suono, missaggio, produzione (traccia 15)
- John Catlin – assistenza al missaggio (traccia 14)
- Dan Wilson – produzione (traccia 18)
- Brian Roettinger – direzione artistica

## Successo commerciale
How Big, How Blue, How Beautiful ha esordito direttamente al primo posto delle graduatorie in Regno Unito grazie ad una vendita pari a 68.788 unità, ponendosi così come il terzo album consecutivo della band in tale posizione. Nella seconda settimana di disponibilità, è scivolato al secondo che ha mantenuto per due settimane di fila, prima di reclamare la cima della classifica con 14.419 copie vendute allo scoccare del primo mese. Anche negli Stati Uniti, il disco si è posto al vertice della Billboard 200 grazie alle 137.000 vendite realizzate. Ha contrassegnato il primo progetto musicale dei Florence and the Machine nel Paese a spingersi all'apice ed anche il loro più grande debutto settimanale in termini di vendite. A partire dal dicembre 2015, è stato riportato che l'album aveva sorpassato la soglia delle 290.000 copie.
Altrove, How Big, How Blue, How Beautiful si è collocato primo in Australia, Irlanda, Nuova Zelanda, Polonia e Svizzera, mentre ha raggiunto le prime cinque posizioni in Austria, Belgio, Danimarca, Germania, Paesi Bassi, Norvegia, Portogallo e Spagna. Inoltre, secondo i dati di mercato riportati dal sito Mediatraffic, il disco risulta anche essere il secondo più venduto a livello mondiale nel periodo di tempo riguardante la ventiseiesima settimana dell'anno 2015, dietro solo al gruppo musicale giapponese Mr. Children.

## Classifiche

### Classifiche settimanali
| Classifica (2015) | Posizione massima |
| ----------------- | ----------------- |
| Australia         | 1                 |
| Austria           | 2                 |
| Belgio (Fiandre)  | 2                 |
| Belgio (Vallonia) | 7                 |
| Canada            | 1                 |
| Danimarca         | 3                 |
| Finlandia         | 9                 |
| Francia           | 13                |
| Germania          | 3                 |
| Grecia            | 7                 |
| Irlanda           | 1                 |
| Italia            | 7                 |
| Norvegia          | 2                 |
| Nuova Zelanda     | 1                 |
| Paesi Bassi       | 3                 |
| Polonia           | 1                 |
| Portogallo        | 5                 |
| Regno Unito       | 1                 |
| Spagna            | 4                 |
| Stati Uniti       | 1                 |
| Svezia            | 6                 |
| Svizzera          | 1                 |

### Classifiche di fine anno
| Classifica (2015) | Posizione |
| ----------------- | --------- |
| Australia         | 10        |
| Canada            | 24        |
| Nuova Zelanda     | 15        |
| Regno Unito       | 19        |
| Stati Uniti       | 86        |